# Naphthalin-1,7-disulfonsäure
Naphthalin-1,7-disulfonsäure ist eine chemische Verbindung aus der Gruppe der Naphthalinsulfonsäuren.

## Gewinnung und Darstellung
Naphthalin-1,7-disulfonsäure wird durch Sulfonierung der Naphthalin-2-sulfonsäure mit kaltem Oleum hergestellt. Man erhält dabei ein Gemisch aus 80 % Naphthalin-1,6-disulfonsäure und 20 % Naphthalin-1,7-disulfonsäure. Die Trennung der beiden Isomere ist schwierig, gelingt aber über die entsprechenden Naphthalindisufurylchloride, die sich in ihrer Löslichkeit, beispielsweise in Benzol, unterscheiden. Die direkte Bildung der Naphthalin-1,7-disulfonsäure bei der Sulfonierung von Naphthalin wurde erst 1934 von W. N. Ufimzew nachgewiesen.
Eine weitere Synthese von W. N. Ufimzew wurde 1936 vorgestellt und geht von 2-Acetamidonaphthalin aus. Dieses wird durch konzentrierte Schwefelsäure sulfoniert und in einer Ein-Topf-Reaktion folgend die Amidgruppe gespalten, was zur 7-Aminonaphthalin-1-sulfonsäure (Badische-Säure) führt. Der zweite Schritt ist eine Diazotierung, gefolgt von einer Sandmeyer-Reaktion mit Schwefeldioxid, wobei die Sulfon-sulfinsäure entsteht. Der letzte Schritt ist die Oxidation der Sulfinsäure mit Wasserstoffperoxid. Bei dieser Synthese entsteht zwar ein reineres Produkt als bei der Behandlung von Naphthalin mit Oleum, wobei die Herstellung durch Oleum ökonomisch vorzuziehen ist. Diese neuere mehrschrittige Synthese ist eher aus einem analytischen Blickwinkel zu betrachten. Es ging Ufimzew hier um die Charakterisierung der Badische-Säure. Das Gelingen der Diazotierung war Beleg dafür, dass die Aminogruppe weiterhin vorhanden war und an der weiteren Analyse des Produkts konnte er die Position der eingeführten Sulfonsäuregruppe feststellen.